# Etimologia de Venezuela

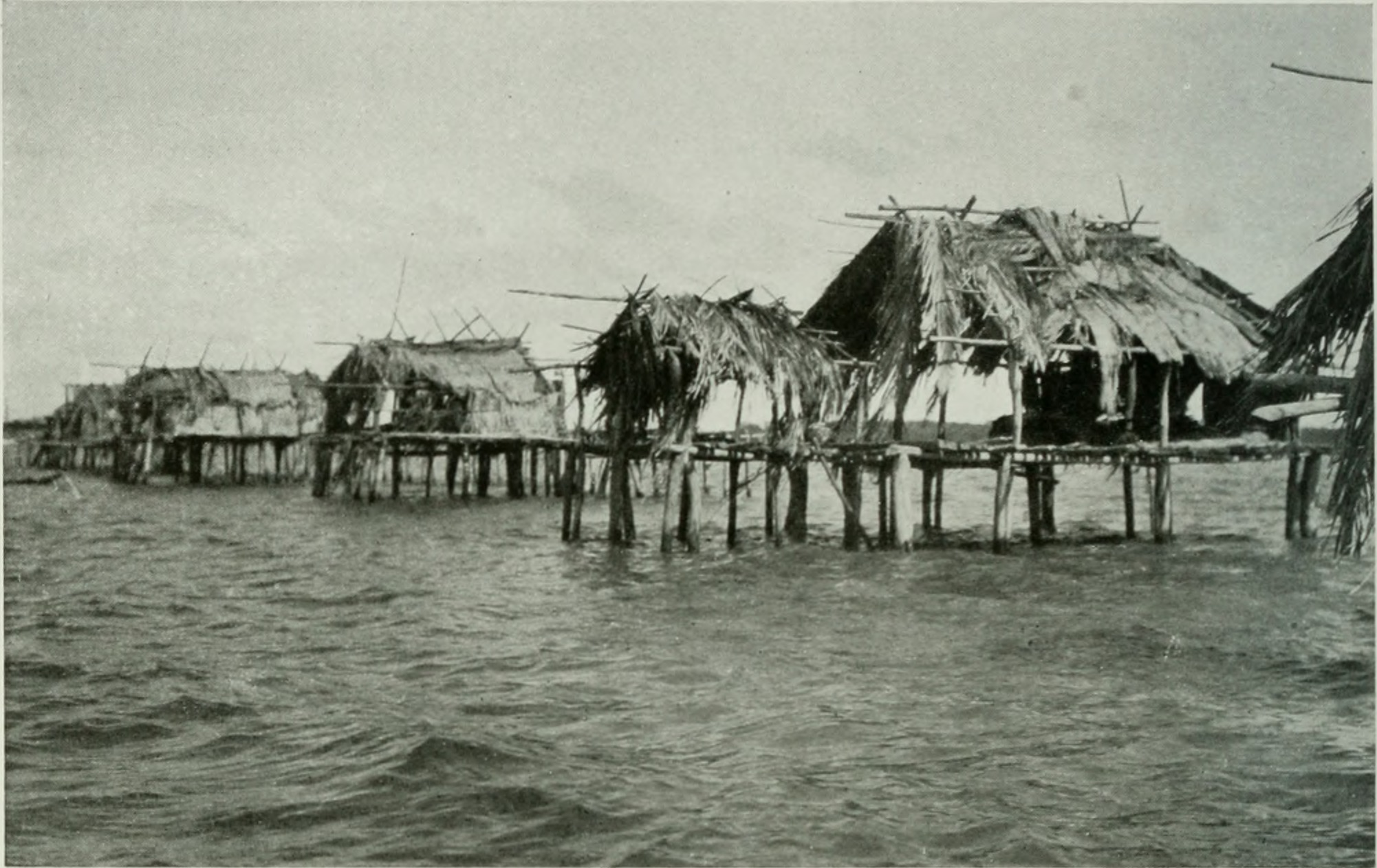
Palafitas no Lago de Maracaibo.

A etimologia de Venezuela historicamente é atribuída ao diminutivo Venezziola da palavra Venezia (Veneza em italiano). A versão mais conhecida afirma que, em 1499, Alonso de Ojeda, acompanhado por Américo Vespúcio, navegou pela costa setentrional da América do Sul. Ao chegar ao que hoje se chama Golfo da Venezuela (entrada marítima do Lago de Maracaibo), deparou-se com etnias nativas cujas habitações eram construídas sobre estacas de madeira salientes da água (palafitas). Vespúcio as assemelhou à cidade de Veneza, e diz‐se que nomeou aquela região de “Pequena Veneza” ou Venezziola, posteriormente hispanizada para Venezuela, termo que se estenderia a toda a nação.

## Versão tradicional: origem europeia
Em 1498, no contexto de sua Terceira Viagem, o almirante Cristóvão Colombo navegou próximo ao Delta do Orinoco, para depois adentrar o Golfo de Paria. Maravilhado, Colombo expressa, em sua emotiva carta aos Reis Católicos, sua convicção de ter chegado ao paraíso terrestre, e, confuso pela incomum salinidade das águas, escreve:

“…Torno a meu propósito referente à Terra de Graça, ao rio e lago que lá encontrei, tão grande que mais se pode chamar mar do que lago, porque lago é lugar de água, e sendo grande se chama mar, pelo que se chama assim ao de Galileia e ao Morto. E digo que, se este rio não procede do Paraíso Terrenal, vem e procede de terra infinita, do Continente Austral, do qual até agora não se teve notícia; mas tenho firmemente em minha alma que onde eu disse, em Terra de Graça, se encontra o Paraíso Terrenal.”

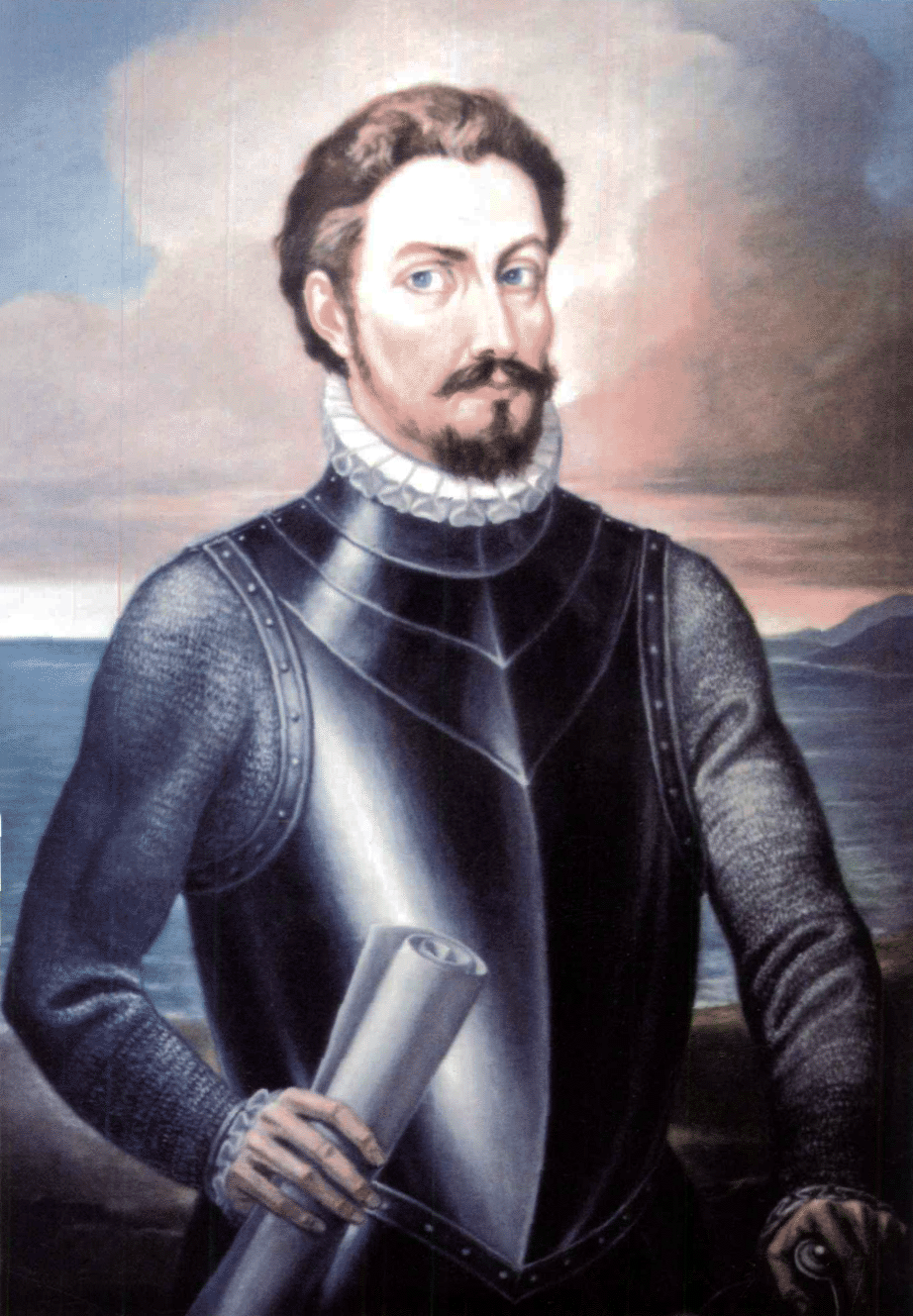
Alonso de Ojeda

Colombo denominou esses lugares paradisíacos como «Terra de Graça», expressão que prevaleceu para referir-se ao país por antonomásia. Porém, no ano seguinte, uma expedição comandada por Alonso de Ojeda percorreu a costa do território até a entrada do atual Lago de Maracaibo, em um golfo localizado entre as penínsulas de Península de Paraguaná e da Península da Guajira. Naquela viagem, a tripulação observou as habitações construídas pelos indígenas ianomâmi, erguidas sobre pilotes de madeira salientes da água. Esses palafitas lembraram a Veneza italiana — Venezia em italiano —, segundo relatou Vespúcio em carta a Piero de' Medici. Foi esse o motivo que inspirou Ojeda a batizar a região e o golfo onde fizeram a descoberta de Venezziola ou Venezuela — Pequena Veneza — denominando-o Golfo da Venezuela. O historiador Temístocles Salazar coincide que as habitações palafíticas lembraram a Juan de la Casa e a Américo Vespúcio:

“a Veneza Italiana, assemelhando‐a por um diminutivo e até pejorativo: Venezuela, ou Veneza pequena, e assim ficou registrado o nome na primeira descrição cartográfica conhecida da América, elaborada por Juan de la Casa. Esse nome pejorativo de Venezuela propagou‐se entre os conquistadores.”

O nome cunhado pelo explorador envolveria, depois, todo o território atual. Posteriormente, a região também foi conhecida como Província da Terra Firme, por ser a primeira região não insular do continente explorada pelos europeus. Provavelmente a popularização do nome “Pequena Veneza” na Europa se deve (em parte) à concessão feita à casa comercial dos Welser de Augsburgo para explorar e governar parte do território da América do Sul. O nome Klein Venedig aparece em vários documentos e mapas históricos como tradução alemã de Venezuela. De fato, Juan de Castellanos em suas Elegías atribui o nome a Ambrosio Alfinger:

“E Venezuela vem de Veneza
Pois tal nome lhe deu por excelência
O alemão, dizendo que lhe convém.”

No entanto, o nome já estava em uso antes da chegada dos alemães.

## Versão de origem indígena
Outras versões afirmam que o nome Venezuela é autóctone, proveniente de um vocábulo indígena, e não de um diminutivo veneziano.
O suporte documental a essa versão é oferecido por Martín Fernández de Enciso em seu livro _Suma de Geografia que trata de todas as partes e províncias do mundo, em especial das Índias_, impresso em Sevilha em 1519, primeiro impresso que fala do Novo Mundo. Nele se lê:

“Do cabo de Sant Romá ao cabo de Coquibacoa há três ilhotas em triângulo. Entre esses dois cabos forma-se um golfo de mar em forma quadrada. No cabo de Coquibacoa entra, desse golfo, outro pequeno golfo na terra de quatro léguas. E no cabo do cercado há uma rocha grande que é plana por cima. E em cima dela fica um lugar de casas de índios chamado Veneçiuela. Está a X graus.”

Por fim, um enunciado muito antigo, de Antonio Vázquez de Espinosa, sacerdote espanhol que viajou por quase todo o continente no último terço do século XVI, em seu _Compendio y descripción de las Indias Occidentales_, datado de 1629, afirma:

“Venezuela na língua natural daquela terra quer dizer Água Grande, por causa da grande lagoa de Maracaibo que tem em seu distrito, como quem diz, a Província da grande lagoa…”

Entretanto, a versão europeia segue sendo a mais aceita para explicar a origem do nome do país.